# Gornja Vidovska
Gornja Vidovska (en cyrillique : Горња Видовска) est un village de Bosnie-Herzégovine. Il est situé dans la municipalité de Velika Kladuša, dans le canton d'Una-Sana et dans la fédération de Bosnie-et-Herzégovine. Selon les premiers résultats du recensement bosnien de 2013, il compte 811 habitants.

## Géographie
Le village est situé au bord de la rivière Hukavica.

## Démographie

### Évolution historique de la population dans la localité
| 1948 | 1953 | 1961 | 1971 | 1981 | 1991 | 2013 |
| ---- | ---- | ---- | ---- | ---- | ---- | ---- |
| -    | -    | 606  | 801  | 745  | 852  | 811  |

|  |

### Communauté locale
En 1991, Gornja Vidovska faisait partie de la communauté locale de Vidovska qui comptait 2 229 habitants, répartis de la manière suivante :